# إنفلونزا
الخَبْطة أو الإنفلُوَنزا أو الإنفُلُوَنزة أو النَّزلة الوافدة أو الخُنان هو مرض معدي تسببه فيروسات مخاطية قويمة. أعراض الإنفلونزا تتراوح ما بين خفيفة إلى قوية جدا. تشمل الأعراض: حمى، ثر أنفي، التهاب الحلق، ألم عضلي، صداع، سعال وإعياء. تبدأ هذه الأعراض عادة بعد يومين من التعرض للفيروس، وتستمر لمدة أقل من أسبوع. ولكن السعال قد يستمر لأكثر من أسبوعين.  في الأطفال، قد يكون هناك غثيان وتقيؤ، ولكن هذه الأعراض ليست شائعة لدى البالغين. يحدث الغثيان والقيء بنسبة أكبر بسبب التهاب المعدة والأمعاء الناتجين عن العدوى، وهو ما يشار إليه أحيانا باسم «إنفلونزا المعدة» أو «إنفلونزا على مدار 24 ساعة». تشمل مضاعفات الإنفلونزا ما يلي: الالتهاب الرئوي الفيروسي والالتهاب الرئوي الجرثومي الثانوي، والتهابات الجيوب الأنفية، وتفاقم المشاكل الصحية السابقة مثل الربو أو قصور القلب.

## أسبابها
هناك ثلاثة أنواع من فيروسات الإنفلونزا تُصيب البشر، تسمى النوع A، النوع B، والنوع C. عادة ما ينتشر الفيروس عن طريق الهواء الناتج عن السعال أو العطس. يحدث هذا غالبا على مسافات قصيرة نسبيا. ويمكن أيضا أن ينتشر عن طريق لمس الأسطح الملوثة بالفيروس ومن ثم لمس الفم أو العينين.  قد يكون الشخص معديا للآخرين قبل وأثناء الوقت الذي تظهر فيه الأعراض الخاصة بالمرض. ويمكن تأكيد العدوى عن طريق اختبار الحلق، والبلغم، أو الأنف للفيروس. وهناك عدد من الاختبارات السريعة المتاحة. ومع ذلك، قد يظل بعض الناس حاملين للعدوى رغم كون النتائج سلبية. وهناك نوع من تفاعل البوليميراز المتسلسل الذي يكشف عن الحمض النووي الريبوزي الخاص بالفيروس ويعد هذا الاختبار الأكثر دقة.

## وقاية وعلاج
غسل اليدين يقلل من خطر العدوى لأن الفيروس يموت عندما يستخدم الشخص الصابون. ارتداء قناع جراحي مفيد أيضا. وتوصي منظمة الصحة العالمية بالتطعيمات السنوية ضد الإنفلونزا لمن يتعرضون لمخاطر عالية. اللقاح عادة ما يكون فعالا ضد ثلاثة أو أربعة أنواع من الإنفلونزا. وفي الغالب يكون جيد التحمل، وقد لا يكون اللقاح الذي يتم تصنيعه لمدة سنة واحدة مفيدا في السنة التالية، لأن الفيروس يتطور بسرعة. الأدوية المضادة للفيروسات مثل مثبطات نورامينيداز أوسيلتاميفير تستخدم لعلاج الإنفلونزا.

## تاريخ الفيروس
تنتشر الإنفلونزا في جميع أنحاء العالم في تفشي سنوي، مما يؤدي إلى حوالي ثلاثة إلى خمسة ملايين حالة من الأمراض الشديدة وحوالي 250.000 إلى 500.000 حالة وفاة. في المناطق الشمالية والجنوبية من العالم يحدث التفشي بشكل رئيسي في فصل الشتاء أما في المناطق المحيطة بخط الاستواء فقد يحدث التفشي في أي وقت من السنة. يحدث الموت في الغالب في الشباب، وكبار السن والذين يعانون من مشاكل صحية أخرى. في القرن العشرين، وقعت ثلاثة جائحات إنفلونزا: الإنفلونزا الإسبانية في عام 1918 (50 مليون حالة وفاة تقريبا)، والإنفلونزا الآسيوية في عام 1957 (مليوني حالة وفاة)، وإنفلونزا هونغ كونغ في عام 1968 (مليون حالة وفاة). أعلنت منظمة الصحة العالمية تفشي نوع جديد من الإنفلونزا A / H1N1 فيروس الإنفلونزا أ ليكون جائحة إنفلونزا الخنازير 2009. قد تؤثر الإنفلونزا أيضا على حيوانات أخرى، بما في ذلك الخنازير والخيول والطيور.

## العلامات والأعراض

أعراض الإنفلونزا، مع الحمى والسعال والأعراض الأكثر شيوعاً

ما يقرب من 33% من الأشخاص المصابين بالإنفلونزا ليس لديهم أعراض.
أعراض الإنفلونزا يمكن أن تبدأ فجأة بعد يوم أو يومين من العدوى. وعادة ما تتمثل الأعراض الأولى في القشعريرة أو الإحساس بالبرودة، ولكن الحمى شائعة أيضا في وقت مبكر من العدوى، مع درجات حرارة الجسم التي تتراوح ما بين 38 إلى 39 درجة مئوية (حوالي 100 إلى 103 درجة فهرنهايت). يقضي معظم المرضى أيام مرضهم في الفراش مع آلام متفرقة في جميع أنحاء الجسد، والتي عادة ما تكون أسوأ في الظهر والساقين. قد تشمل أعراض الإنفلونزا ما يلي:
- حمى وإرتعاد
- سعال
- احتقان الأنف
- تقيؤ
- ثر أنفي
- عطاس
- ألم عضلي
- إعياء
- صداع
- دموع
- تورد
- حبرة [23]
- في الأطفال، تقع أغلب أعراض المرض
- في الجهاز الهضمي مثل الإسهال والألم البطني، (قد تكون شديدة في الأطفال المصابين بالإنفلونزا ب).[24][25][26]

قد يصعب التمييز بين البرد والإنفلونزا الشائعة في المراحل الأولى من هذه الالتهابات. الإنفلونزا هي خليط من أعراض البرد والالتهاب الرئوي البارد، وآلام في الجسم، والصداع، والتعب. لا يمثل الإسهال أحد أعراض الإنفلونزا الشائعة لدى البالغين، على الرغم من أنه قد شوهد في بعض الحالات البشرية من فيروس إنفلونزا الطيور H5N1 ويمكن أن يكون عرضا لدى الأطفال.
وبما أن الأدوية المضادة للفيروسات فعالة في علاج الإنفلونزا إذا أعطيت في وقت مبكر (انظر قسم العلاج أدناه)، فمن المهم تحديد الحالات في وقت مبكر. يمكن لمجموعات من الحمى مع السعال والتهاب الحلق و/أو احتقان الأنف تحسين دقة التشخيص. وتشير دراستان أنه خلال الفاشيات المحلية من الإنفلونزا، يكون معدل انتشار المرض أكثر من 70%، وبالتالي المرضى الذين يعانون من أي من هذه المجموعات من الأعراض يمكن أن تتعامل مع مثبطات النيورامينيداز دون اختبار. حتى في حالة عدم وجود تفشي محلي، قد يكون هناك ما يبرر العلاج لدى كبار السن خلال موسم الإنفلونزا طالما زادت نسبة الإنتشار عن أكثر من 15%.
لا تزال الاختبارات المتاحة للإنفلونزا تتحسن بشكل ملحوظ. مراكز الولايات المتحدة لمكافحة الأمراض والوقاية منها (CDC) تحافظ على ملخص محدث للاختبارات المخبرية المتاحة. وفقا ل (CDC)، اختبارات التشخيص السريع لديها حساسية 50-75% وخصوصية 90-95% عند مقارنتها بالثقافة الفيروسية. قد تكون هذه الاختبارات مفيدة بشكل خاص خلال موسم الإنفلونزا (انتشار = 25%) ولكن في غياب تفشي محلي، أو موسم الإنفلونزا يكون معدل الانتشار = 10%)
أحيانا، يمكن أن تسبب الإنفلونزا مرضا شديدا بما في ذلك الالتهاب الرئوي الفيروسي الأولي أو الالتهاب الرئوي الجرثومي الثانوي. وهناك أعراض واضحة مثل صعوبة التنفس. بالإضافة إلى ذلك، إذا كان الطفل يبدو عليه التحسن في البداية، ثم انتكست حالته مع ارتفاع في درجة الحرارة، فإن ذلك يمثل علامة خطر لأن هذا الانتكاس يمكن أن يكون الالتهاب الرئوي الجرثومي.

## فيروس الإنفلونزا

### أنواع فيروس الإنفلونزا

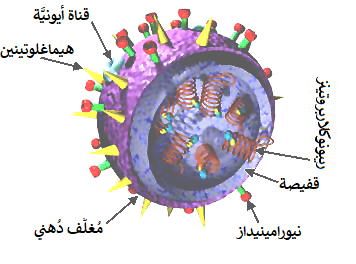
هيكل فيريون الإنفلونزا. يظهر هيماغلوتينين (HA) والبروتينات نيورامينيداز (NA) على سطح الجسيمات. يتم عرض الحمض النووي الريبي الفيروسي الذي يشكل الجينوم على هيئة لفائف حمراء داخل الجسيمات وتصل إلى ريبونوكلاربروتينز (RNP).

فيروس الإنفلونزا حسب تصنيف الفيروسات عبارة عن فيروس حمض نووي ريبوزي يتشكل من خمسة أجناس من عائلة الفيروسات المخاطية القويمة.
- فيروس إنفلونزا أ
- فيروس إنفلونزا ب
- فيروس إنفلونزا ج

هذه الفيروسات ترتبط فقط بذاتها بفيروسات إنفلونزا الخنازير البشرية، وهي فيروسات الحمض النووي الريبي التي تنتمي إلى عائلة المارامكسيروس التي تعتبر السبب الشائع لالتهابات الجهاز التنفسي لدى الأطفال مثل الخناق، ويمكن أن تسبب أيضا مرضا مشابها للإنفلونزا لدى البالغين.
تم اقتراح عائلة رابعة من فيروسات الإنفلونزا - الإنفلونزا د. هذا النوع الجديد هو فيروس إنفلونزا البقر D الذي عُزل لأول مرة في عام 2012.

#### فيروس إنفلونزا أ
الطيور المائية البرية هي المضيف الطبيعي لمجموعة كبيرة ومتنوعة من الإنفلونزا A. أحيانا، تنتقل الفيروسات إلى أنواع أخرى، ومن ثم قد تسبب تفشي مدمر في الدواجن المحلية أو تؤدي إلى جائحة الإنفلونزا البشرية. الفيروسات من النوع A تكون هي الأكثر شراسة بين أنواع الإنفلونزا الثلاثة وتسبب أشد الأمراض. يمكن تقسيم فيروس الإنفلونزا A إلى أنماط مصلية مختلفة استنادا إلى استجابة الأجسام المضادة لهذه الفيروسات. والأنماط المصلية التي تأكدت لدى البشرهي:
- فيروس الإنفلونزا أ - H1N1 تسبب في جائحة إنفلونزا 1918 وجائحة إنفلونزا الخنازير 2009
- فيروس الإنفلونزا أ H2N2 تسبب في خلق فيروس الإنفلونزا أ H2N2 عام 1957
- فيروس الإنفلونزا أ H3N2 تسبب في إنفلونزا هونغ كونغ عام 1968
- فيروس الإنفلونزا أ إتش 5 إن 1، تسبب في إنفلونزا الطيور عام 2004
- فيروس الإنفلونزا أ H7N7 - هذا الفيروس حيواني المنشأ [49]
- فيروس الإنفلونزا أ H1N2 - مستوطنة في البشر والخنازير والطيور
- H9N2
- فيروس الإنفلونزا أ H7N2
- فيروس الإنفلونزا أ H7N3
- فيروس الإنفلونزا أ H10N7
- فيروس الإنفلونزا أ H7N9

#### فيروس إنفلونزا ب

تسميات فيروس الإنفلونزا (لفيروس إنفلونزا فوجيان)

تصيب إنفلونزا ب البشر بشكل حصري تقريبا، وهي أقل شيوعا من الإنفلونزا أ. والحيوانات الأخرى الوحيدة المعروفة بأنها عرضة للإصابة بالإنفلونزا B هي الختم وفيريت. هذا النوع من الإنفلونزا يتغير بمعدل 2-3 مرات أبطأ من النوع A، وبالتالي أقل تنوعا وراثيا. ونتيجة لهذا النقص في التنوع المستضدي، يتم عادة الحصول على درجة من الحصانة ضد الإنفلونزا B في سن مبكرة. ومع ذلك، فإن الإنفلونزا ب تتحور بما فيه الكفاية بحيث لا يمكن الحصانة الدائمة منها. هذا المعدل المنخفض للتغيير المستضدي، جنبا إلى جنب مع مجموعة المضيف المحدودة (تثبيط انتقال الأنواع عبر المستضد)، وبالتالى نضمن بذلك عدم حدوث جوائح الإنفلونزا ب.

#### فيروس إنفلونزا ج
إنفلونزا سي، الذي يصيب البشر والكلاب والخنازير، وأحيانا يسبب المرض الشديد والأوبئة المحلية. ومع ذلك، فإن الإنفلونزا ج أقل شيوعا من الأنواع الأخرى وعادة ما تسبب فقط مرضا خفيفا لدى الأطفال.

### هيكل وخصائص الفيروس
يتشابه فيروس إنفلونزا أ، ب، ج في الهيكل العام. قطر الجسيمات الفيروسية 80-120 نانومتر وعادة ما تكون كروية الشكل، وتوجد بعض الأشكال الخيطية لها أيضاً. هذه الأشكال الخيطية أكثر شيوعا في الإنفلونزا ج، والتي يمكن أن تشكل هياكل كوردليك التي تصل إلى 500 ميكرومتر على أسطح الخلايا المصابة. ومع ذلك، على الرغم من هذه الأشكال المتنوعة، تعتبر الجسيمات الفيروسية من فيروسات الإنفلونزا المختلفة متشابهة في التكوين. هيكل الفيروس يتكون من غلاف الفيروس الذي يحتوي على نوعين رئيسيين من البروتينات السكرية، ملفوفة حول جوهر مركزي. يحتوي القلب المركزي على الجينوم الفيروسي وهو الحمض النووي الريبوزي والبروتينات الفيروسية الأخرى التي تحمي هذا الحمض النووي الريبوزي. يعتبر الجينوم ليس قطعة واحدة من الحمض النووي؛ بل يحتوي على سبع أو ثماني قطع من الحمض النووي الريبي مجزأة كل قطعة من الحمض النووي الريبي تحتوي على واحد أو اثنين من الجينات، التي ترمز للمنتج الجيني (البروتين). على سبيل المثال، يحتوي جينوم الإنفلونزا أ على 11 جين على ثماني قطع من الحمض النووي الريبي، يرمز لأـ 11 بروتين: هيماغلوتينين HA، نيورامينيداز NA، بروتين نووي NP و، M1، M2، NS1، NS2 ، و PB1 (البلمرة الأساسية 1)، PB1-F2 وPB2.
هيماغلوتينين (HA) والنيورامينيداز (NA) هما بروتينان سكريان كبيران على الجزء الخارجي من الجسيمات الفيروسية. HA هو ليتين الذي يتوسط ربط الفيروس لاستهداف الخلايا ودخول الجينوم الفيروسي في الخلية المستهدفة، في حين أن NA تشارك في الإفراج عن فيروس النسل من الخلايا المصابة. تعمل الأدوية المضادة للفيروسات على تلك الأنواع من البروتين حتى تقضى على الفيروس. تصنف فيروسات الإنفلونزا أ إلى أنواع فرعية استنادا إلى استجابات الأجسام المضادة ل HA و NA. هذه الأنواع المختلفة من HA و NA تشكل أساس الفروق، على سبيل المثال: هناك 16 H و 9 N في فيروس H5N1 في الأنواع الفرعية المعروفة، ولكن يوجد فقط H 1 و N 1 في البشر.

### تضاعف الفيروس

غزو الخلية المضيفة وتضاعف فيروس الإنفلونزا.

تتضاعف الڤيروسات فقط في الخلايا الحية. عدوى الإنفلونزا وتكرارها هي عملية متعددة الخطوات: أولا، يجب أن يرتبط الفيروس بدخول الخلية، ثم يتم تسليم الجينوم إلى موقع حيث يمكن أن يقوم بانتاج نسخ جديدة من البروتينات الفيروسية يبدأ الحمض النووي الريبوزي الخاص بالفيروس بالتضاعف ويتم تجميع هذه المكونات إلى جسيمات فيروسية جديدة، وأخيرا، الخروج من الخلية المضيفة.
ترتبط فيروسات الإنفلونزا من خلال الهيماجلوتينين على سكريات حمض السياليك على أسطح الخلايا الظهارية، وعادة ما يكون في الأنف والحلق والرئتين من الثدييات، والأمعاء من الطيور (المرحلة 1 للعدوى). بعد أن يتم تشقق الهيماغلوتينين بواسطة بروتياز، تستورد الخلية الفيروس عن طريق الإدخال الخلوي.
الظروف الحمضية في إندوسوم (endosome) تسبب حدثين: أولا، يقوم جزء من بروتين هيماغلوتينين بلصق صمامات المغلف الفيروسي مع الغشاء الفيروسي، ثم تسمح قناة أيون M2 البروتونات والحمض النووي الخاص بالفيروس بالتحرك من خلال المغلف الفيروسي، هذه العملية يحدث فيها تفكيك للنواة وإطلاق الحمض النووي الريبي الفيروسي والبروتينات الأساسية للفيروس. ثم تخرج جزيئات الحمض النووي الريبي الفيروسي (vRNA)، وبروتون وبوليميراز الآر إن إيه المعتمد على الآر إن إيه  في السيتوبلازم (المرحلة 2). يتم غلق قناة أيون M2 بواسطة الأدوية مثل أمانتادين وبالتالي يتم منع العدوى بوقف انتشار الفيروس.
تشكل البروتينات الأساسية و (vRNA) مركب معقد يتم نقله إلى نواة الخلية، حيث يبدأ الحمض النووي الريبي الذي يعتمد على بوليميراز الحمض النووي الريبي النسخ التكميلي للحمض النووي الريبي الإيجابي الفردي (الخطوة 3). يخرج (vRNA) إلى السيتوبلازم ويتم ترجمته (الخطوة 4) أو يظل موجوداً في النواة. يتم إفراز البروتينات الفيروسية المصنعة حديثا من خلال جهاز غولجي على سطح الخلية أو نقلها مرة أخرى إلى النواة لربط (vRNA) وتشكيل الجسيمات الجينومية الفيروسية الجديدة (الخطوة 5 أ). البروتينات الفيروسية الأخرى لها إجراءات متعددة في الخلية المضيفة، بما في ذلك استخدام النوكليوتيدات لترجمة ال (vRNA).
يتم تجميع vRNAs السلبية التي تعمل على تكوين جينومات فيروسات المستقبل، بينما يعتمد RNA على بوليميراز الحمض النووي الريبي، والبروتينات الفيروسية الأخرى في فيريون. هيماغلوتينين وجزيئات نيورامينيداس تتجمع في انتفاخ في غشاء الخلية. وvRNAs والبروتينات الأساسية الفيروسية تترك النواة وتدخل نتوء الغشاء (الخطوة 6). تبدأ براعم الفيروس الناضجة من الخلية في مجال غشاء فوسفاتيبي لخلية المضيف، ويتم الحصول على الهيماغلوتينين والنورامينيداز من الغشاء (الخطوة 7). تبدأ الفيروسات الناضجة بالفصل من بقايا حمض سياليك من الخلية المضيفة. بعد إطلاق فيروسات الإنفلونزا الجديدة، تموت الخلية المضيفة.
وبسبب عدم وجود إنزيمات تصحيح الحمض النووي الريبي RNA، فإن بوليميراز الآر إن إيه المعتمد على الآر إن إيه يقوم بنسخ الجينوم الفيروسي لكل 10 آلاف نيوكليوتيدات تقريبا، وهو الطول التقريبي للإنفلونزا. وبالتالي، فإن غالبية فيروسات الإنفلونزا المصنعة حديثا تسبب الانجراف المستضدي، وهو تغيير بطيء في المستضدات على السطح الفيروسي مع مرور الوقت. وتسمح هذه التغيرات الكبيرة المفاجئة للفيروس بأن يصيب أنواعاََ مضيفة جديدة وأن يتغلب بسرعة على المناعة الوقائية. وهذا أمر مهم في ظهور الأوبئة، على النحو المبين أدناه في الفرع المتعلق بعلم الأوبئة.

## انتقال الفيروس
عندما يعطس الشخص المصاب أو يسعل ينتشر أكثر من نصف مليون من جسيمات الفيروس في الهواء. تزيد إصابة الأشخاص بفيروسات الإنفلونزا بشكل حاد من نصف يوم إلى يوم واحد بعد العدوى (الوقت الذي قد يكون فيه الشخص معديا للآخرين)، وتصل أعلى نسبة لإصابة شخص أخر في اليوم الثانى من المرض ويستمر لمتوسط مدة إجمالية قدرها 5 أيام، ويمكن أن تستمر لمدة 9 أيام. في أولئك الذين يتطورون من أعراض العدوى التجريبية (67% فقط من الأفراد المصابين بصحة تجريبيا)، تظهر الأعراض على هيئة نمط مماثل. الأطفال أكثر عدوى بكثير من البالغين ويظل الفيروس لمدة أسبوعين تقريبا في أجسامهم أما بالنسبة للأشخاص الذين يعانون من نقص المناعة، يمكن أن يستمر الفيروس لمدة أطول من أسبوعين.
يمكن أن تنتشر الإنفلونزا بثلاث طرق رئيسية: عن طريق الإرسال المباشر (عندما يعطس الشخص المصاب المخاط مباشرة في عيون أو أنف أو فم شخص آخر). (عندما يستنشق شخص ما الهواء الذي أنتجه الشخص المصاب بالسعال أو العطس أو البصق) ومن خلال نقله من جهة إلى أخرى أو من ناحية إلى الأنف أو من جهة الفم إما من الأسطح الملوثة أو من الاتصال المباشر مثل المصافحة. تسهم تلك الطرق الثلاث في انتشار الفيروس. استنشاق قطرة واحدة فقط من الفيروس في الجو قد يكون كافيا ليسبب العدوى. على الرغم من أن العطسة الواحدة تطلق ما يصل إلى 40.000 قطرة. معظم هذه القطرات كبير جدا وسوف تستقر بسرعة من الهواء. مدة قطرات إنفلونزا الطيور في الجو تتأثر بمستويات الرطوبة والأشعة فوق البنفسجية، وبالتالي تساعد عوامل مثل انخفاض الرطوبة ونقص أشعة الشمس في الشتاء على بقائها لفترة أطول.
وبما أن فيروس الإنفلونزا يمكن أن يعيش لفترة خارج الجسم، فإنه يمكن أن ينتقل أيضا من خلال الأسطح الملوثة مثل الأوراق النقدية، مقابض الأبواب، مفاتيح الإضاءة وغيرها من الأدوات المنزلية. طول الفترة الزمنية التي يستمر فيها الفيروس على قيد الحياة على سطح ما يختلف من سطح إلى آخر؛ إذ تقدر ما بين يوم إلى يومين على الأسطح الصلبة غير المسامية مثل البلاستيك أو المعدن، ولمدة 15 دقيقة على أنسجة الورق الجاف، وخمس دقائق فقط على الجلد. ومع ذلك، إذا كان الفيروس موجودا في المخاط، وهذا يحمي الفيروس لفترات أطول (تصل إلى 17 يوما على الأوراق النقدية). يمكن لفيروسات إنفلونزا الطيور البقاء على قيد الحياة إلى أجل غير مسمى عند تجميدها. يتم تعطيل الفيروس وقتله عن طريق التسخين إلى 56 درجة مئوية (133 درجة فهرنهايت) لمدة لا تقل عن 60 دقيقة، وكذلك في الأحماض (في درجة الحموضة <2)

### الفيزيولوجيا المرضية

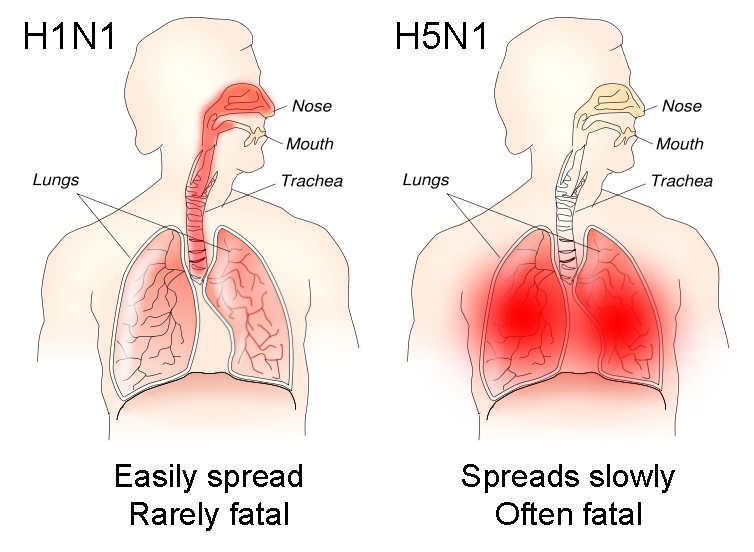
مواقع مختلفة من العدوى (كما هو موضح باللون الأحمر) من H1N1 الموسمية مقابل H5N1 الطيور.

درست الآليات التي تسبب فيها عدوى الإنفلونزا أعراض في البشر بشكل مكثف. ويعتقد أن إحدى الآليات هي تثبيط هرمون القشرة الكظرية (ACTH) مما يؤدي إلى انخفاض مستويات الكورتيزول. معرفة الجينات التي تحملها سلالة معينة يمكن أن يساعد في التنبؤ بكيفية إصابتها بالعدوى البشرية ومدى خطورة هذه العدوى (أي التنبؤ بالفيزيولوجيا المرضية للسلالة).
على سبيل المثال، جزء من العملية التي تسمح لفيروسات الإنفلونزا بغزو الخلايا هو انشقاق بروتين هيماغلوتينين الفيروسي من قبل بروتيز الشخص المصاب، في الفيروسات المعتدلة فإن بنية هيماغلوتينين لا يمكن إلا أن تنشق بواسطة بروتياز الحلق والرئتين، وبالتالي فإن هذه الفيروسات لا يمكن أن تصيب الأنسجة الأخرى. ومع ذلك، في سلالات شديدة الضراوة، مثل H5N1، يمكن أن يكون الانشقاق الخاص بالهيماغلوتينين من قبل مجموعة واسعة من البروتياز، مما يسمح للفيروس أن ينتشر في جميع أنحاء الجسم.
بروتين هيماجلوتينين الفيروسي هو المسؤول عن تحديد الأنواع التي يمكن أن تصيبها السلالة، السلالات التي تنتقل بسهولة بين الناس لديها بروتينات هيماغلوتينين ترتبط بمستقبلات في الجزء العلوي من الجهاز التنفسي، كما هو الحال في الأنف والحنجرة والفم. في المقابل، فإن سلالة H5N1 الفتاكة للغاية ترتبط بمستقبلات توجد في الغالب في الرئتين (في الجزء العميق منهما). هذا الاختلاف في موقع العدوى قد يكون جزءا من السبب في أن سلالة H5N1 تسبب الالتهاب الرئوي الفيروسي الشديد في الرئتين، ولكن لا ينتقل بسهولة من قبل الناس بالسعال أو بالعطس.
الأعراض الشائعة للإنفلونزا هي : الحمى والصداع والتعب نتيجة لإفراز كميات ضخمة من السيتوكين والكيموكين والإنترفيرون أو عامل نخر الورم ألفا المنتجة من الخلايا المصابة بالإنفلونزا. على النقيض من فيروس الأنف الذي يسبب نزلات البرد، فإن الإنفلونزا لا تسبب تلف الأنسجة. الاستجابة المناعية الهائلة قد تنتج عاصفة من السيتوكين المهددة للحياة. وقد اُقترح أن يكون هذا التأثير هو سبب الفتك غير العادي لكل من إنفلونزا الطيور H5N1، والسلالة الجائحة لعام 1918. ومع ذلك، هناك احتمال آخر هو أن هذه الكميات الكبيرة من السيتوكينات هي مجرد نتيجة لمستويات هائلة من تكاثر الفيروس التي تنتجها هذه السلالات، والاستجابة المناعية لا تساهم في حد ذاتها في هذا المرض.

## الوقاية

### التطعيم

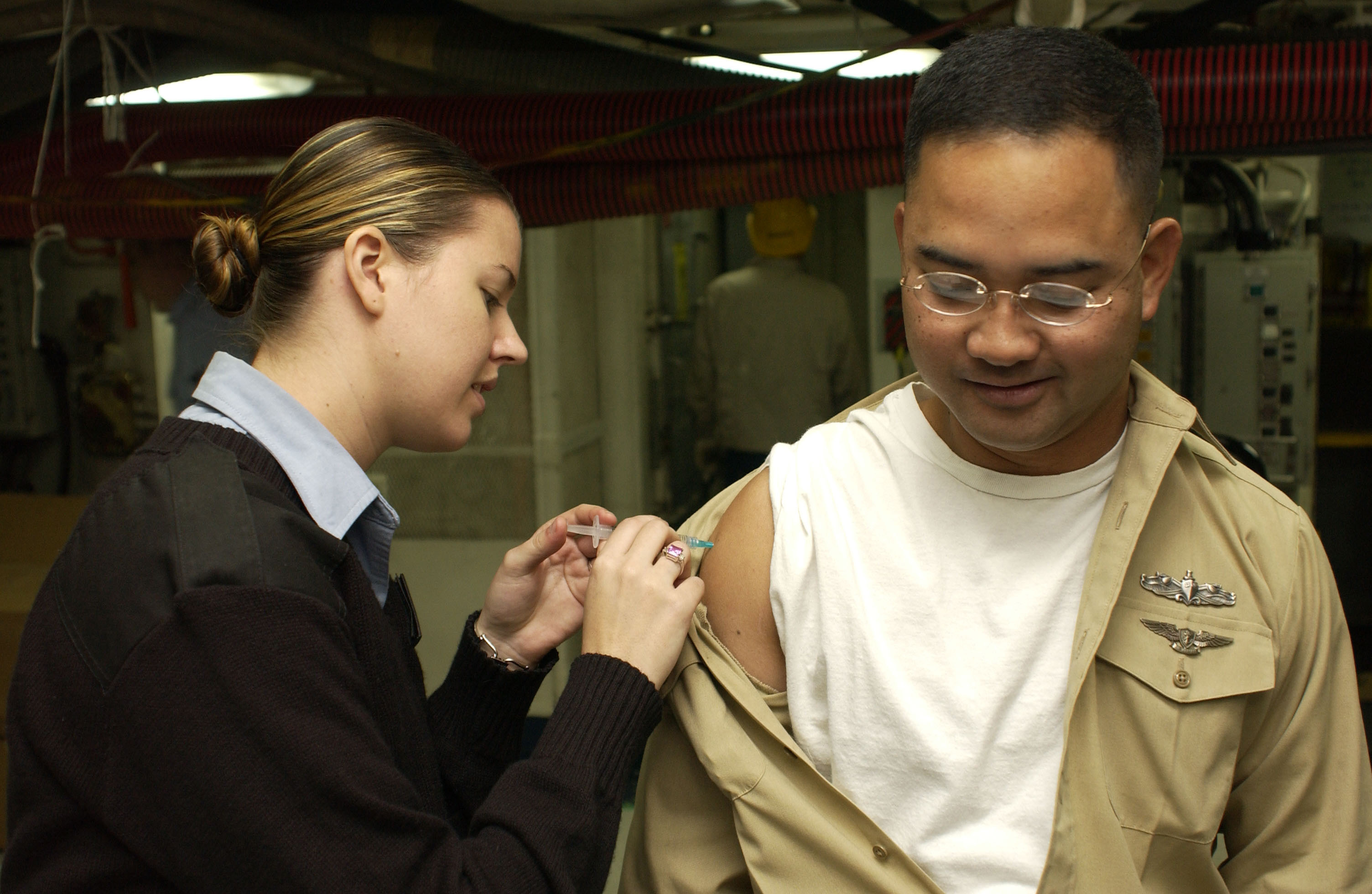
إعطاء التطعيم ضد الإنفلونزا

أوصت منظمة الصحة العالمية ومراكز الولايات المتحدة لمكافحة الأمراض والوقاية منها بلقاح الإنفلونزا للفئات المعرضة للخطر، مثل الأطفال والمسنين والعاملين في مجال الرعاية الصحية والأشخاص الذين يعانون من أمراض مزمنة مثل الربو والسكري وأمراض القلب، أما بالنسبة لتلقيح البالغين الأصحاء يكون التلقيح فعالا بشكل متواضع في خفض كمية الأعراض الشبيهة بالإنفلونزا. الأدلة تدعم انخفاض معدل الإنفلونزا لدى الأطفال الذين تزيد أعمارهم عن سنتين. في أولئك الذين يعانون من التطعيم يقلل مرض الانسداد الرئوي المزمن من التفاقم. ولكن ليس من الواضح ما إذا كان هذا التلقيح يقلل من تفاقم الربو. الأدلة تدعم انخفاض معدل الأمراض الشبيهة بالإنفلونزا في العديد من المجموعات التي تعاني من نقص المناعة مثل : فيروس نقص المناعة البشرية / الإيدز، والسرطان، وزرع الأعضاء. في أولئك الذين يعانون من التحصين عالية المخاطر قد يقلل من خطر الإصابة بأمراض القلب. إذا ما كان تحصين العاملين في مجال الرعاية الصحية يؤثر على نتائج المرضى أمر مثير للجدل ولا توجد أدلة علمية كافية بعد.
وبسبب معدل التحور العالي للفيروس، فإن لقاح الإنفلونزا المعين عادة ما يوفر الحماية لمدة لا تزيد عن بضع سنوات. وتتوقع منظمة الصحة العالمية كل عام أن تكون سلالات الفيروس أكثر انتشارا في العام المقبل (انظر التعديلات السنوية التاريخية للقاح الإنفلونزا)، مما يسمح لشركات الأدوية بتطوير لقاحات من شأنها أن توفر أفضل حصانة ضد هذه السلالات. يتم إعادة صياغة اللقاح في كل موسم لعدد قليل من سلالات الإنفلونزا المحددة ولكن لا يشمل جميع السلالات النشطة في العالم خلال هذا الموسم. ويستغرق الأمر حوالي ستة أشهر لكي يقوم المصنعون بصياغة وإنتاج ملايين الجرعات اللازمة للتعامل مع الأوبئة الموسمية؛ في بعض الأحيان، تصبح سلالة جديدة بارزة خلال تلك الفترة. ومن الممكن أيضا أن يصاب الشخص بالعدوى قبل التطعيم ويصاب بالمرض بالسلالة التي يفترض أن يمنعها اللقاح، حيث يستغرق اللقاح حوالي أسبوعين ليصبح فعالا.
تسبب اللقاحات نشاطا للجهاز المناعي للرد كما لو كان الجسم مصابا بالفعل، وأعراض العدوى العامة يمكن أن تظهر، على الرغم من أن هذه الأعراض عادة ليست خطيرة أو طويلة الأمد كما في الإنفلونزا . إن التأثير السلبي الأكثر خطورة هو رد الفعل التحسسي الشديد ضد مادة الفيروس نفسها، ومع ذلك فهذه التفاعلات نادرة للغاية.
وقد تم تقييم فعالية التطعيم الموسمية للإنفلونزا على نطاق واسع لمجموعات مختلفة وفي بيئات مختلفة. وقد تبين عموما أنها ذات تدخل فعال من حيث التكلفة، وخاصة في الأطفال وكبار السن، إلا أن نتائج التقييمات الاقتصادية لتطعيم الإنفلونزا كثيرا ما تبين أنها تعتمد على الافتراضات الرئيسية.

### مكافحة العدوى
تشمل الطرق الفعالة للحد من انتقال الإنفلونزا العادات الصحية والشخصية الجيدة مثل : عدم لمس العينين أو الأنف أو الفم؛ غسل اليدين بشكل متكرر في اليوم الواحد (بالصابون والماء، أو مع التدليك اليدوي القائم على الكحول)، تغطية الفم أثناء السعال والعطس. وتجنب الاتصال الوثيق مع المرضى، والبقاء في المنزل في حالة المرض. ويوصى أيضا بتجنب البصق. وعلى الرغم من أن أقنعة الوجه قد تساعد على منع انتقال المرض عند رعاية المرضى، إلا أن هناك أدلة متضاربة حول الآثار المفيدة في المجتمع. التدخين يزيد من خطر الإصابة بالإنفلونزا، فضلا عن إنتاج أعراض مرضية أكثر شدة.
وبما أن الإنفلونزا تنتشر عبر كل من الهباء الجوي والإتصال بالأسطح الملوثة، فإن تعقيم السطح قد يساعد على منع العدوى. الكحول هو مطهر فعال ضد فيروسات الإنفلونزا، في حين أن مركبات الأمونيوم الرباعية يمكن استخدامها مع الكحول بحيث يستمر تأثير التعقيم لفترة أطول. في المستشفيات، تستخدم مركبات الأمونيوم الرباعية والتبييض لتعقيم الغرف أو المعدات التي تم استخدامها من قبل المرضى الذين يعانون من أعراض الإنفلونزا. أما في المنزل فيمكن القيام بذلك بشكل فعال مع مبيض الكلور المخفف.
وقد أدت التبديلات الاجتماعية المستخدمة خلال الأوبئة السابقة، مثل إغلاق المدارس والكنائس والمسارح، إلى إبطاء انتشار الفيروس ولكن لم يكن لها تأثير كبير على معدل الوفيات الإجمالي. ومن غير المؤكد أن تقليل التجمعات العامة، من خلال إغلاق المدارس وأماكن العمل مثلا، قد يحد من انتقال المرض وذلك لأن الأشخاص المصابين بالإنفلونزا قد ينتقلون من منطقة إلى أخرى؛ كما أن إنفاذ هذه التدبير أمر صعب وقد لا يحظى بقبول شعبي. عندما يصاب عدد قليل من الناس، فإن عزل المرضى قد يقلل من خطر انتقال العدوى.

## العلاج
ينصح الناس المصابون بالإنفلونزا بالحصول على الكثير من الراحة، وشرب الكثير من السوائل، وتجنب استخدام المشروبات الكحولية والتبغ، وإذا لزم الأمر، تناول أدوية مثل الأسيتامينوفين (باراسيتامول) لتخفيف الحمى وآلام العضلات المرتبطة بالإنفلونزا. يجب على الأطفال والمراهقين الذين يعانون من أعراض الإنفلونزا (وخاصة الحمى) تجنب تناول الأسبرين خلال عدوى الإنفلونزا (وخاصة فيروس إنفلونزا ب)، لأن القيام بذلك يمكن أن يؤدي إلى متلازمة راي، وهو مرض نادر ولكنه يحتمل أن يكون مميتا لأنه يصيب الكبد. وبما أن الإنفلونزا سببها فيروس، فإن المضادات الحيوية ليس لها أي تأثير على العدوى؛ ما لم يكن هناك إلتهابات ثانوية مثل الالتهاب الرئوي الجرثومي. قد يكون الدواء المضاد للفيروسات فعالا، إذا أعطي في وقت مبكر، ولكن بعض سلالات الإنفلونزا يمكن أن تظهر مقاومة للأدوية المضادة للفيروسات القياسية وهناك قلق بشأن جودة البحث.

### الأدوية المضادة للفيروسات
يوجد فئتان من الأدوية المضادة للفيروسات المستخدمة ضد الإنفلونزا هي مثبطات النورامينيداز (أوسيلتاميفير وزاناميفير) ومثبطات البروتين M2 (مشتقات أدامانتان).

#### مثبطات النيورامينيداز
فوائد مثبطات النيورامينيداز عموما في الأشخاص الأصحاء لا تبدو أكبر من مخاطرها. في أولئك المصابين بالإنفلونزا، تعمل تلك الأدوية على خفض طول مدة الأعراض ولكن لا يبدو أنها تؤثر على خطر حدوث مضاعفات مثل الحاجة إلى دخول المستشفى أو الالتهاب الرئوي. قبل عام 2013 كانت الفوائد غير واضحة لأن الشركة المصنعة (Roche) رفضت الإفراج عن بيانات المحاكمة لتحليل مستقل. وقد أدت المقاومة السائدة على نحو متزايد لمثبطات النيورامينيداز الباحثين إلى البحث عن أدوية بديلة مضادة للفيروسات مع آليات عمل مختلفة.

#### مثبطات M2
الأدوية المضادة للفيروسات مثل أمانتادين وريمانتادين تمنع قناة أيون الفيروسية (بروتين M2)، وبالتالي تثبط تضاعف فيروس الإنفلونزا أ. هذه الأدوية فعالة في بعض الأحيان ضد الإنفلونزا أ إذا أعطيت في وقت مبكر من العدوى ولكنها غير فعالة ضد فيروسات الإنفلونزا ب، وقد زادت المقاومة المقاسة لأمانتادين وريمانتادين في العزلات الأمريكية من فيروس H3N2 إلى 91% في عام 2005. هذا المستوى العالي من المقاومة قد يكون بسبب سهولة توافر الامانتادين كجزء من العلاجات الباردة دون وصفة طبية في بلدان مثل الصين وروسيا، واستخدامه لمنع تفشي الإنفلونزا في الدواجن المستزرعة. وأوصت CDC بعدم استخدام مثبطات M2 خلال موسم الإنفلونزا 2005-2006 بسبب وجود مستويات عالية من مقاومة الدواء.

## تنبؤ الحالة الصحية
آثار الإنفلونزا أكثر شدة من البرد العادى كما تستمر لفترة أطول. معظم الناس تتعافى تماما في حوالي أسبوع إلى أسبوعين، لكن في البعض الآخر تتطور المضاعفات إلى تلك التي تهدد الحياة (مثل الالتهاب الرئوي). وهكذا، يمكن أن تكون الإنفلونزا مميتة، خاصة بالنسبة للضعفاء، صغارا وكبارا، أو أصحاب الأمراض المزمنة. الأشخاص الذين يعانون من ضعف في الجهاز المناعي، مثل المصابين بفيروس نقص المناعة البشرية المتقدم أو المرضى الذين زرعوا عضواََ معيناََ (يتم القضاء على أجهزة المناعة طبيا لمنع رفض الجهاز المزروع)، يعانون من المرض بشدة بشكل خاص. النساء الحوامل والأطفال الصغار هم أيضا في خطر كبير للمضاعفات.
يمكن أن تؤدي الإنفلونزا إلى تفاقم المشاكل الصحية المزمنة. الناس الذين يعانون من انتفاخ الرئة، التهاب الشعب الهوائية المزمن أو الربو قد يعانون من ضيق في التنفس، كما تسبب الإنفلونزا تفاقم مرض القلب التاجي أو قصور القلب الاحتقاني. التدخين هو عامل خطر آخر يرتبط بأمراض أكثر خطورة ويسبب زيادة الوفيات من الإنفلونزا.
وفقا لمنظمة الصحة العالمية: "كل شتاء، عشرات الملايين من الناس يصابون بالإنفلونزا، ومعظمهم يغيب عن العمل لمدة أسبوع، كبار السن هم أكثر عرضة للوفاة من المرض، ونحن نعرف أن عدد القتلى في جميع أنحاء العالم يتجاوز بضع مئات إلى الاف الأشخاص سنويا، ولكن حتى في البلدان المتقدمة، فالأرقام غير مؤكدة، لأن السلطات الطبية لا تحقق عادة من الذي مات فعلا من الإنفلونزا ومن الذي مات بسبب مرض يشبه الإنفلونزا. يمكن أن تحدث مشاكل خطيرة من الإنفلونزا في أي سن. الأشخاص الأكبر من 65 عاما، والنساء الحوامل والأطفال الصغار جدا والناس من جميع الفئات العمرية الذين يعانون من أمراض مزمنة هم أكثر احتمالا لحدوث مضاعفات الإنفلونزا، مثل الالتهاب الرئوي والتهاب الشعب الهوائية والتهاب الجيوب الأنفية والتهابات الأذن.
في بعض الحالات، قد تسهم استجابة المناعة الذاتية لعدوى الإنفلونزا في تطور متلازمة غيلان باريه. ومع ذلك، فالعديد من الإصابات الأخرى يمكن أن تزيد من خطر هذا المرض، قد تكون الإنفلونزا فقط سبباََ مهماََ خلال الأوبئة. ويعتقد أن هذه المتلازمة أيضا عبارة عن تأثير جانبي نادر للقاحات الإنفلونزا. ويظهر أحد الابحاث حدوث حالة واحدة لكل مليون من اللقاحات. الإصابة بعدوى الإنفلونزا نفسها يزيد من خطر الموت (يصل إلى 1 في 10000).

## علم الأوبئة

### التغيرات الموسمية

المناطق المعرضة لخطرالإنفلونزا الموسمية: نوفمبر-أبريل (الأزرق)، أبريل-نوفمبر (الحمراء)، وعلى مدار السنة (الصفراء).

تصل الإنفلونزا إلى ذروتها في فصل الشتاء، ولأن وقت فصل الشتاء يختلف في نصف الكرة الشمالي عن نصف الكرة الجنوبي؛ فهناك في الواقع موسمان مختلفان للإنفلونزا في كل عام. ولهذا تقدم منظمة الصحة العالمية (بمساعدة المراكز الوطنية للإنفلونزا) توصيات بشأن تركيبتين مختلفتين من اللقاحات كل عام؛ واحدة في نصف الكرة الشمالي، والأخرى في نصف الكرة الجنوبي.
وهناك لغز طويل الأمد هو السبب في أن تفشي الإنفلونزا يحدث موسميا وليس موحدا على مدار السنة. أحد التفسيرات المحتملة هو أن الناس في كثير من الأحيان خلال فصل الشتاء يكونون على اتصال وثيق في كثير من الأحيان، وهذا يعزز انتقال الفيروس من شخص لآخر. زيادة السفر بسبب موسم الشتاء في نصف الكرة الشمالي قد تلعب دوراً مهماً أيضا. عامل آخر هو أن درجات الحرارة الباردة تجعل الهواء أكثر جفافا، والتي قد تجفف المخاط، وتمنع الجسم من الطرد الفعال لجزيئات الفيروس. كما يستمر الفيروس لفترة أطول على الأسطح في درجات حرارة أكثر برودة ويكون انتقال الهباء الجوي للفيروس أعلى في البيئات الباردة (أقل من 5 درجات مئوية) مع رطوبة نسبية منخفضة. ويبدو أن انخفاض رطوبة الهواء في الشتاء هو السبب الرئيسي لانتقال الإنفلونزا الموسمية في المناطق المعتدلة.
ومع ذلك، تحدث التغيرات الموسمية في معدلات الإصابة أيضا في المناطق الاستوائية، وفي بعض البلدان ينظر إلى هذه القمم من العدوى بشكل رئيسي خلال موسم الأمطار. كما أن التغيرات الموسمية في معدلات الاتصال من الناحية المدرسية، والتي تعتبر عاملا رئيسيا في أمراض الطفولة الأخرى مثل الحصبة والسعال الديكي، قد تلعب أيضا دورا في الإنفلونزا. مزيج من هذه الآثار الموسمية الصغيرة يمكن تضخيمها بواسطة الرنين الديناميكي مع دورات المرض الذاتية.
وهناك فرضية بديلة لشرح الموسمية في عدوى الإنفلونزا وهي تأثير مستويات فيتامين (د) على المناعة للڤيروس. اقترحت هذه الفكرة لأول مرة من روبرت إدغر هوب - سيمبسون في عام 1965. واقترح أن تكون أسباب وباء الإنفلونزا خلال فصل الشتاء مرتبطة بالتقلبات الموسمية لفيتامين (د)، الذي ينتج في الجلد تحت تأثير الأشعة فوق البنفسجية الشمسية (أو الاصطناعية). وقد يفسر ذلك سبب حدوث الإنفلونزا في الشتاء وأثناء موسم الأمطار الاستوائي، عندما يبقى الناس في الداخل، بعيدا عن الشمس، وتنخفض مستويات فيتامين (د) لديهم مما يسهل من انتشار الفيروس.

### الأوبئة وانتشار الفيروس
سبب فيروس الإنفلونزا عبارة عن مجموعة متنوعة من أنواع وسلالات من الفيروسات، في أي سنة من السنوات بعض السلالات يمكن أن تنقرض في حين يتم تخليق سلالات أخرى، ويمكن أن تسبب تلك السلالة الجديدة وباءاََ عالميا. السلالة الجديدة من الفيروس تكون في مواسم عادية في السنة، اثنان من سلالات الإنفلونزا (واحد لكل نصف من نصفي الكرة الأرضية)، وهناك ما بين ثلاثة وخمسة ملايين حالة مرض شديدة وحوالي 500.000 حالة وفاة في جميع أنحاء العالم. على الرغم من أن الإصابة بالإنفلونزا يمكن أن تختلف على نطاق واسع بين السنوات، وإلا أن هناك ارتباط مباشر بين حوالي 36.000 حالة وفاة وأكثر من 200.000 حالة دخول إلى المستشفيات مع الإنفلونزا كل عام في الولايات المتحدة. وأنتجت إحدى طرق حساب وفيات الإنفلونزا تقديرات تصل إلى 41.400 حالة وفاة سنويا في الولايات المتحدة بين عامي 1979 و 2001. وأفادت طرق مختلفة في عام 2010 من قبل مراكز السيطرة على الأمراض والوقاية منها (CDC) مجموعة من انخفاض من حوالي 3300 حالة وفاة إلى 49.000 حالة في السنة.
يحدث الوباء ما يقرب من ثلاث مرات في القرن، ويصيب نسبة كبيرة من سكان العالم، ويمكن أن يقتل عشرات الملايين من الناس (انظر قسم الأوبئة). وقدرت إحدى الدراسات أنه في حالة ظهور سلالة مماثلة لإنفلونزا 1918 اليوم، فإنها يمكن أن تقتل ما بين 50 و 80 مليون شخص.

تغيير الأنتيجين، أو إعادة التشكيل، يمكن أن يؤدي إلى سلالات جديدة وشديدة العدوى من الإنفلونزا البشرية

إن فيروسات الإنفلونزا الجديدة تتطور باستمرار عن طريق الطفرات التي تحدث لها أو عن طريق إعادة التكهن. الطفرات يمكن أن تسبب تغيرات صغيرة في مستضدات الهيماغلوتينين والنورامينيداز على سطح الفيروس. وهذا ما يسمى بالانجراف المستضدي، وهو ما يخلق ببطء مجموعة متزايدة من السلالات حتى يتم خلق سلالة جديدة تماماً يمكن أن تصيب الناس الذين هم في مأمن من سلالات كانت موجودة من قبل. هذا البديل الجديد يحل محل السلالات القديمة كما أنه يجتاح بسرعة العديد من السكان، مما يسبب الوباء. ومع ذلك، بما أن السلالات الناتجة عن الانجراف لا تزال مماثلة إلى حد معقول للسلالات القديمة، فإن بعض الناس لا يزالون في مأمن. وعلى النقيض من ذلك، عندما تتكاثر فيروسات الإنفلونزا، فإنها تكتسب مستضدات جديدة تماما - على سبيل المثال عن طريق إعادة التكاثر بين سلالات الطيور والسلالات البشرية؛ وهذا ما يسمى التحول المستضدي. إذا تم إنتاج فيروس الإنفلونزا البشرية التي لديها مستضدات جديدة تماما، سوف يكون الجميع عرضة لهذا الفيروس الجديد، وسوف تنتشر الإنفلونزا بحيث لا يمكن السيطرة عليها، مما يتسبب في حدوث الوباء. وعلى النقيض من هذا النموذج من الأوبئة القائم على الانجراف والتحول المستضدي، اقترحت مقاربة بديلة حيث تنتج الأوبئة الدورية عن طريق تفاعلات مجموعة ثابتة من السلالات الفيروسية مع مجموعة بشرية مع مجموعة متغيرة باستمرار من الحصانات لمختلف السلالات الفيروسية.

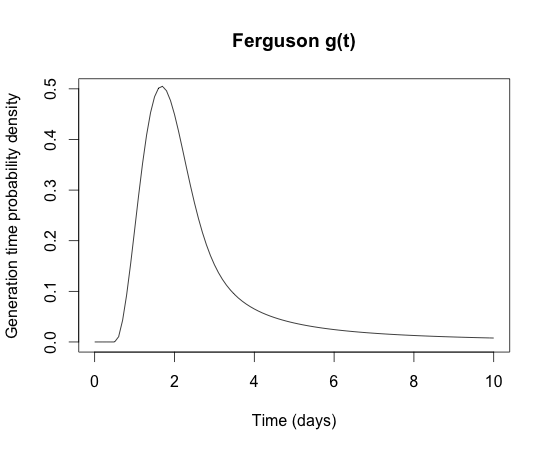
وقت توليد الإنفلونزا (الوقت من عدوى إلى أخرى) قصير جدا (يومين فقط). وهذا ما يفسر سبب بدء وباء الإنفلونزا في نطاق زمني قصير لا يتجاوز بضعة أشهر.

 ومن وجهة نظر الصحة العامة، انتشرت أوبئة الإنفلونزا بسرعة وأصبح من الصعب جدا السيطرة عليها. معظم سلالات فيروس الإنفلونزا ليست معدية جدا وكل فرد مصاب سوف يصيب واحد أو اثنين من الأفراد الآخرين (عدد التكاثر الأساسي للإنفلونزا عموما حوالي 1.4). ومع ذلك، فإن وقت التوليد للإنفلونزا قصير للغاية : الوقت الذي يستغرقه الشخص المصاب لكى يصيب شخص أخر سليم هو يومان فقط. ويعني وقت التوليد القصير أن أوبئة الإنفلونزا ترتفع عموما في حوالي شهرين وتحترق بعد 3 أشهر، ولذلك يجب اتخاذ قرار التدخل في وباء الإنفلونزا في وقت مبكر، وبالتالي فإن القرار غالبا ما يتخذ على خلفية البيانات غير المكتملة. وهناك مشكلة أخرى هي أن الأفراد يصبحون معديين قبل أن تظهر أعراض المرض عليهم، مما يعني أن وضع الناس في الحجر الصحي بعد إصابتهم بالمرض ليس تدخلا فعالا في الصحة العامة.

## تاريخ الفيروس
كلمة الإنفلونزا تأتي من اللغة الإيطالية بمعنى «النفوذ» وتشير إلى سبب المرض. أدت التغيرات في الفكر الطبي إلى تعديله إلى إنفلونزا ديل فريدو، بمعنى «تأثير البرد». وقد استخدمت كلمة الإنفلونزا لأول مرة في اللغة الإنجليزية للإشارة إلى المرض الذي نعرفه اليوم في عام 1703 من قبل ج. هاجر من جامعة ادنبره في أطروحته دي كاتارهو أوبديميو، فيل إنفلنزا، بروت في الهند أوتشيدنتالي سيس أوستنديت. المصطلحات القديمة للإنفلونزا تشمل الوباء الوبائي، والتعرق المرضي، والحمى الإسبانية (وخاصة بالنسبة لسلالة الإنفلونزا الجائحة لعام 1918).

### تفشي الوباء

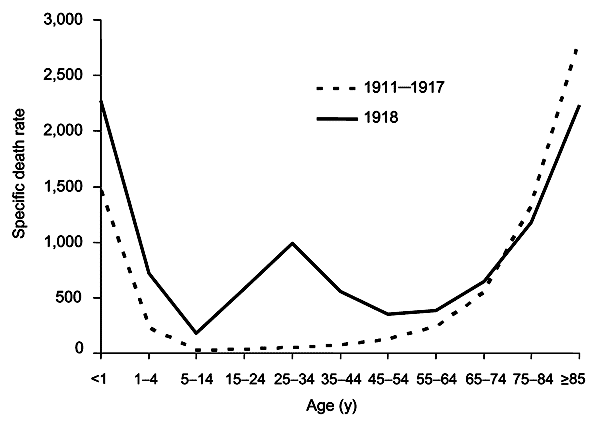
الفرق بين التوزيعات العمرية لوفيات الإنفلونزا لوباء 1918 والأوبئة الطبيعية. الوفيات لكل 000 100 شخص في كل فئة عمرية، الولايات المتحدة، للسنوات الوبائية 1911-1917 (خط متقطع)، وباء عام 1918 (خط عريض).

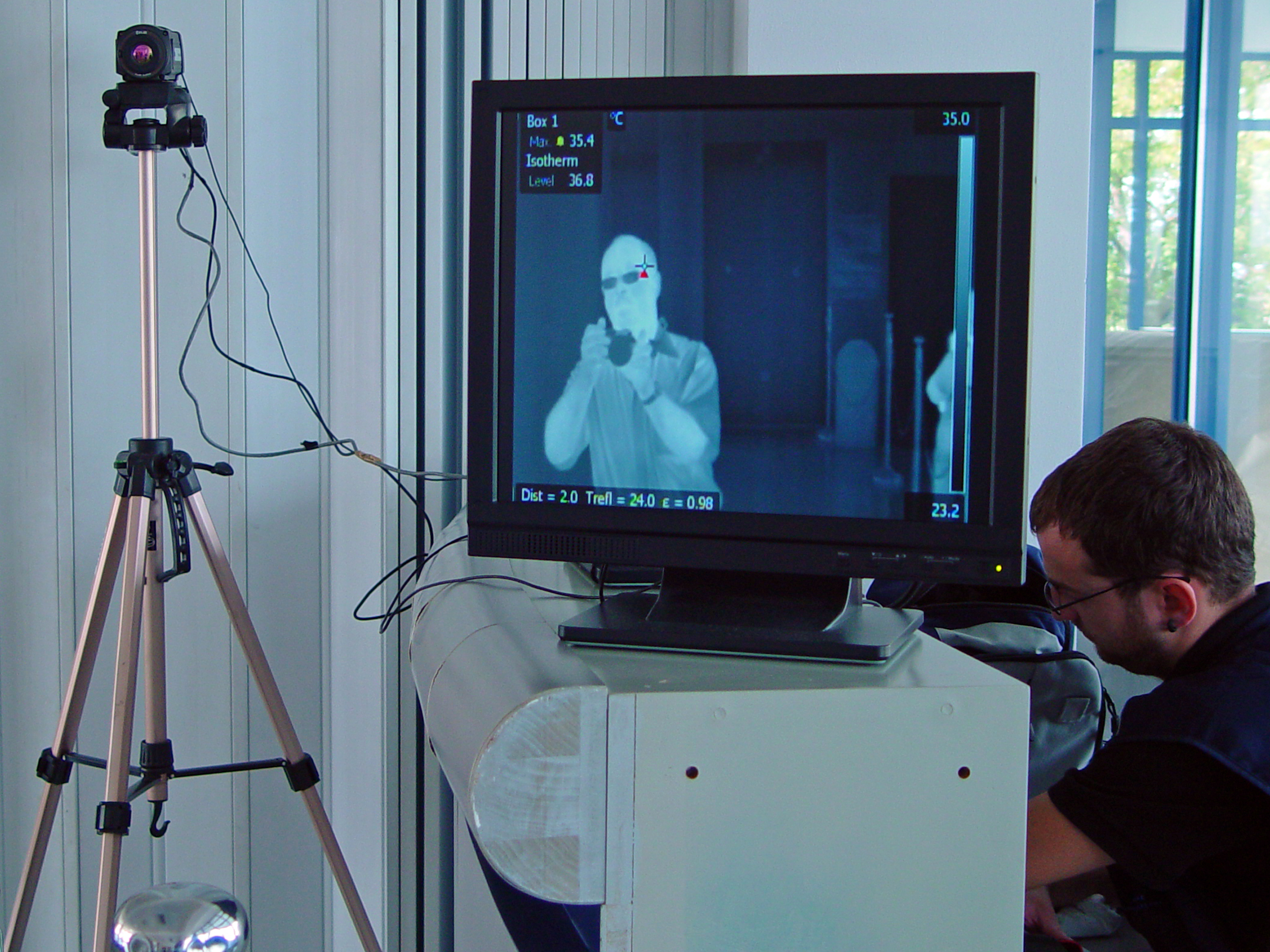
كاميرا التصوير الحراري وشاشة، صورت في محطة المطار في اليونان خلال وباء إنفلونزا 2009. التصوير الحراري يمكن الكشف عن ارتفاع درجة حرارة الجسم، واحدة من علامات إنفلونزا الخنازير.

كانت أعراض الإنفلونزا البشرية مشروحة بوضوح من قبل أبقراط قبل حوالي 2400 سنة. على الرغم من أن الفيروس تسبب في انتشار الأوبئة عبر تاريخ البشرية، إلا أن البيانات التاريخية عن الإنفلونزا يصعب تفسيرها، لأن الأعراض يمكن أن تكون مشابهة لأعراض أمراض الجهاز التنفسي الأخرى. انتشر المرض من أوروبا إلى الأمريكتين في وقت مبكر من الاستعمار الأوروبي للأمريكتين. حيث أن معظم السكان الأصليين في جزر الأنتيل قتلوا بسبب وباء يشبه الإنفلونزا الذي اندلع في عام 1493، بعد وصول كريستوفر كولومبوس.
كان أول وباء للإنفلونزا في عام 1580، والذي بدأ في روسيا وانتشر إلى أوروبا عبر أفريقيا. وفي روما، قتل أكثر من 8000 شخص، وتم القضاء على العديد من المدن الإسبانية تقريبا. واستمرت الأوبئة بشكل متقطع طوال القرنين السابع عشر والثامن عشر، مع انتشار وباء 1830-1833 على نطاق واسع؛ فقد أصيب حوالي ربع الأشخاص المعرضين للفيروس.
كان الوباء الأكثر شهرة وأكثر فتكا بالبشر عام 1918 (وباء الإنفلونزا الأسبانية - جائحة إنفلونزا 1918) (نوع الإنفلونزا : فيروس الإنفلونزا أ H1N1)، التي استمرت من 1918 إلى 1919. عدد الأشخاص الذين قتلوا غير معروف، ولكن التقديرات تتراوح من خمسين إلى مائة مليون من القتلى. وقد وصف هذا الوباء بأنه «أكبر محرقة طبية في التاريخ» وربما قتل العديد من الناس مثل الموت الأسود. وقد تسبب هذا العدد الكبير من القتلى في ارتفاع معدل الإصابة بنسبة تصل إلى 50%. كانت الأعراض في عام 1918 غير عادية لدرجة أن الإنفلونزا في البداية كانت تشخص خطأ على أنها حمى الضنك أو الكوليرا أو التيفوئيد. كتب أحد المراقبين، «كان واحدا من المضاعفات الأكثر لفتا هو : النزف من الأغشية المخاطية، وخاصة من الأنف والمعدة والأمعاء. نزيف من الأذنين ونزيف دموي صغير في الجلد أيضا». غالبية الوفيات كانت من الالتهاب الرئوي الجرثومي، وهو عدوى ثانوية تسببها الإنفلونزا، ولكن الفيروس أيضا قتل الناس بشكل مباشر.
كان وباء إنفلونزا عام 1918 عالميا حقا، حيث انتشر حتى القطب الشمالي والجزر النائية في المحيط الهادئ. وأدى المرض الشاذ بشكل غير عادي إلى مقتل ما بين اثنين وعشرين بالمائة من المصابين، بدلا من معدل وفيات الوباء الإنفلونزا المعتاد بنسبة 0.1%. وكانت صفة أخرى غير عادية لهذا الوباء أن معظم القتلى معظمهم شباب، مع 99% من وفيات الإنفلونزا الوبائية التي تحدث في الناس تحت 65، وأكثر من النصف في الشباب ما بين 20 إلى 40 سنة. هذا أمر غير عادي لأن الإنفلونزا عادة ما تكون أكثر فتكا في الصغار جدا (تحت سن 2) والشيخوخة (فوق سن 70). ولا يعرف مجموع الوفيات الناجمة عن وباء 1918-1919، ولكن يقدر أن 2.5% إلى 5% من سكان العالم قد قتلوا. وربما يكون قد قتل 25 مليونا في الأسابيع ال 25 الأولى؛ في المقابل، قتل فيروس نقص المناعة البشرية / الإيدز 25 مليونا في السنوات ال 25 الأولى.
لم تكن جائحات الإنفلونزا مدمرة جدا بعد ذلك. وشملت هذه الأنواع : 1957 الإنفلونزا الآسيوية (فيروس الإنفلونزا أ H2N2) وإنفلونزا هونغ كونغ عام 1968 (فيروس الإنفلونزا أ - H3N2 )، ولكن حتى هذه التفشيات الصغيرة قتلت الملايين من الناس. في جائحات لاحقة كانت المضادات الحيوية المتاحة للسيطرة على الالتهابات الثانوية قد ساعدت على خفض الوفيات مقارنة مع الإنفلونزا الأسبانية عام 1918.
| اسم الوباء                                               | التاريخ   | عدد الوفيات          | معدل إماتة الحالة | السلالة                                                    | مؤشر شدة الجوائح |
| -------------------------------------------------------- | --------- | -------------------- | ----------------- | ---------------------------------------------------------- | ---------------- |
| وباء إنفلونزا 1889-1890 (الإنفلونزا الآسيوية أو الروسية) | 1889–1890 | 1 مليون              | 0.15%             | قد يكون فيروس الإنفلونزا أ H3N8 أو فيروس الإنفلونزا أ H2N2 | N/A              |
| جائحة إنفلونزا 1918 (الإنفلونزا الأسبانية)               | 1918–1920 | من 20 لـ 100 مليون   | 2%                | فيروس الإنفلونزا أ H1N1                                    | 5                |
| فيروس الإنفلونزا أ H2N2                                  | 1957–1958 | من 1 إلى 1 ونص مليون | 0.13%             | فيروس الإنفلونزا أ H2N2                                    | 2                |
| فيروس الإنفلونزا أ H3N2                                  | 1968–1969 | من 0.75 إلى 1 مليون  | <0.1%             | فيروس الإنفلونزا أ H3N2                                    | 2                |
| فيروس الإنفلونزا أ H1N1                                  | 1977–1978 | -                    | N/A               | فيروس الإنفلونزا أ H1N1                                    | N/A              |
| جائحة إنفلونزا الخنازير 2009                             | 2009–2010 | 105,700–395,600      | 0.03%             | فيروس الإنفلونزا أ H1N1                                    | N/A              |

كان أول فيروس إنفلونزا معزول من الدواجن، تم ذلك في عام 1901 بتمرير العامل الذي يسبب مرضا يسمى «طاعون الطيور» من خلال مرشحات تشامبرلاند، التي لها مسام صغيرة جدا للبكتيريا لتمريرها. تم اكتشاف السبب المسبب للإنفلونزا، عائلة أورثوميكسوفيريداي من الفيروسات، لأول مرة في الخنازير التي كتبها ريتشارد شوب في عام 1931. وتبع هذا الاكتشاف بفترة قصيرة عزل الفيروس من البشر من قبل مجموعة برئاسة باتريك ليدلاو في مجلس البحوث الطبية في المملكة المتحدة في عام 1933.

الأنواع الرئيسية من فيروسات الإنفلونزا في البشر. المربعات الصلبة تظهر ظهور سلالة جديدة، مما تسبب في جوائح الإنفلونزا المتكررة. تشير الخطوط المكسورة إلى تحديد سلالة غير مؤكدة.

كانت أول خطوة هامة نحو الوقاية من الإنفلونزا هي تطوير لقاح للفيروسات القاتلة في عام 1944 من قبل توماس فرانسيس. وهو ما كان مبنيا على عمل فرانك ماكفارلين بورنيت الأسترالي الذي أظهر أن الفيروس فقد الفوعة عندما تم تربيته في الدجاجة المخصبة. طبق فرانسيس هذه الملاحظة حيث سمح له مجموعة من الباحثين في جامعة ميشيغان بتطوير أول لقاح للإنفلونزا، بدعم من الجيش الأمريكي. وكان الجيش مشاركا عميقا في هذا البحث بسبب تجربته في الإنفلونزا في الحرب العالمية الأولى، عندما قتل الآلاف من الجنود بالفيروس في غضون أشهر. وبالمقارنة مع اللقاحات، كان تطوير العقاقير المضادة للإنفلونزا أبطأ، مع ترخيص أمانتادين في عام 1966، وبعد ثلاثين عاما تقريبا، تم تطوير الفئة التالية من العقاقير (مثبطات النورامينيداز). فرانك ماكفارلين بورنيت.

## المجتمع والثقافة
تسبب الإنفلونزا تكاليف مباشرة بسبب فقدان الإنتاجية والعلاج الطبي المرتبط بها، فضلا عن التكاليف غير المباشرة للتدابير الوقائية. أما في الولايات المتحدة، فالإنفلونزا مسؤولة عن تكلفة إجمالية تزيد عن 10 مليارات دولار سنويا، في حين يقدر أن الجائحة المقبلة قد تسبب مئات المليارات من الدولارات من حيث التكاليف المباشرة وغير المباشرة. ومع ذلك، لم يتم دراسة الآثار الاقتصادية للأوبئة الماضية بشكل مكثف، وقد اقترح بعض المؤلفين أن الإنفلونزا الإسبانية كان لها في الواقع تأثير إيجابي طويل الأمد على نمو الدخل الفردي، على الرغم من انخفاض كبير في عدد السكان العاملين، وقد حاولت دراسات أخرى التنبؤ بتكاليف وباء خطير مثل الإنفلونزا الإسبانية عام 1918 على الاقتصاد الأمريكي، حيث أصبح 30% من جميع العمال مرضى، وقُتل 2.5%. ومن شأن معدل المرض بنسبة 30 في المائة وطول المرض لمدة ثلاثة أسابيع أن يخفض الناتج المحلي الإجمالي بنسبة 5 في المائة. وستأتي تكاليف إضافية من العلاج الطبي الذي يتراوح بين 18 مليون و 45 مليون نسمة، وستبلغ التكاليف الاقتصادية الإجمالية 700 بليون دولار تقريبا.
كما أن التكاليف الوقائية مرتفعة أيضا. حيث أنفقت الحكومات في جميع أنحاء العالم مليارات الدولارات الأمريكية على الإعداد والتخطيط لوباء إنفلونزا الطيور H5N1 المحتمل، مع التكاليف المرتبطة بشراء الأدوية واللقاحات، فضلا عن تطوير تدريبات الكوارث واستراتيجيات تحسين مراقبة الحدود. وفي 1 تشرين الثاني / نوفمبر 2005، كشف الرئيس الأمريكي جورج دبليو بوش عن الاستراتيجية الوطنية للوقاية من خطر الإنفلونزا الجائحة، مدعومة بطلب من الكونغرس بمبلغ 7.1 بليون دولار لبدء تنفيذ الخطة. وعلى الصعيد الدولي، في 18 كانون الثاني / يناير 2006، تعهدت الدول المانحة بتقديم 2 بليون دولار من أموال الولايات المتحدة لمكافحة إنفلونزا الطيور في المؤتمر الدولي لإعلان التبرعات بشأن إنفلونزا الطيور والإنسان الذي عقد لمدة يومين في الصين.
وفي تقييم لوباء H1N1 لعام 2009 في بلدان مختارة في نصف الكرة الجنوبي، تشير البيانات إلى أن جميع البلدان شهدت بعض الآثار الاجتماعية / الاقتصادية المعزولة زمنيا وانخفاضا مؤقتا في السياحة على الأرجح بسبب الخوف من مرض H1N1 2009 . ولا يزال من السابق لأوانه تحديد ما إذا كان وباء H1N1 قد تسبب في أي آثار اقتصادية طويلة الأمد.

## أبحاث

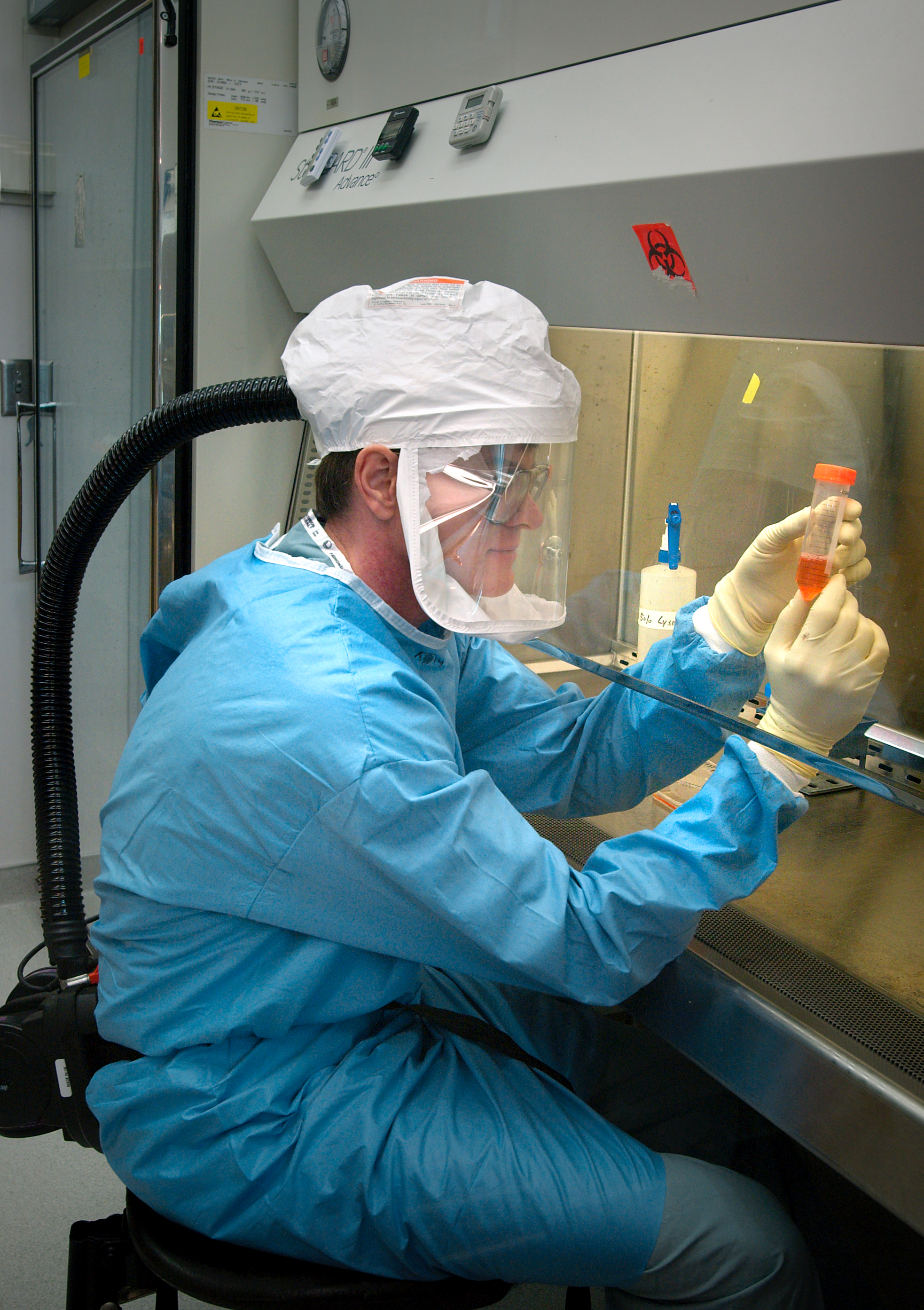
الدكتور تيرنس تومبي يفحص إعادة بناء المختبر التي تم إنشاؤها في عام 1918 لفيروس الإنفلونزا الإسبانية

شملت البحوث المتعلقة بالإنفلونزا دراسات عن الفيروسات والفيروسية الجزيئية، وكيف ينتج الفيروس المرض والاستجابات المناعية المضيفة وعلم الجينوم الفيروسي وكيف ينتشر الفيروس (علم الأوبئة). وساعدت هذه الدراسات في تطوير التدابير المضادة للإنفلونزا؛ على سبيل المثال، ساعد الفهم الأفضل لاستجابة الجهاز المناعي للجسم على تطوير اللقاح، كما سهلت الصورة التفصيلية لخلايا الفيروس من تطوير العقاقير المضادة للفيروسات. ومن بين البرامج البحثية الأساسية الهامة مشروع تسلسل الجينوم في الإنفلونزا، الذي يقوم بإنشاء مكتبة لتسلسل الإنفلونزا؛ ينبغي لهذه المكتبة أن تساعد في توضيح العوامل التي تجعل سلالة واحدة أكثر فتكا من غيرها وكيف تؤثر أكثر من غيرها على الجهاز المناعي وكيف يتطور الفيروس مع مرور الوقت.
وللبحوث في اللقاحات الجديدة أهمية خاصة، حيث أن اللقاحات الحالية بطيئة جدا ومكلفة، ويجب إعادة صياغتها كل عام. وقد يؤدي تسلسل جينوم الإنفلونزا وتكنولوجيا الحمض النووي المؤتلف إلى تسريع توليد سلالات لقاحات جديدة من خلال السماح للعلماء باستبدال المستضدات الجديدة بسلالة لقاح تم تطويره سابقا. ويجري أيضا تطوير تكنولوجيات جديدة لزراعة فيروسات في الخلايا، مما يعد بتحقيق عوائد أعلى وتكلفة أقل ونوعية أفضل فضلا عن زيادة في القدرات. يجري الآن بحث عن لقاح عالمي ضد مرض الإنفلونزا، يستهدف المجال الخارجي من الغشاء الفيروسي للبروتين M2 (M2e)، ويجري في جامعة غنت من قبل والتر فيرس، كسافير سايلنز وفريقهم.  و قد اختتمت بنجاح المرحلة الأولى في التجارب السريرية. كان هناك بعض النجاح البحثي نحو «لقاح الإنفلونزا العالمي» الذي ينتج أجسام مضادة ضد البروتينات على المعطف الفيروسي الذي يتحول بسرعة أقل، وبالتالي فإن طلقة واحدة يمكن أن توفر حماية أطول مدى.
ويجري أيضا التحقيق في عدد من مستحضرات دوائية حيوية واللقاحات العلاجية والمناعية من أجل علاج العدوى التي تسببها الفيروسات. تم تصميم البيولوجيا العلاجية لتفعيل الاستجابة المناعية للفيروسات أو المستضدات. عادة، البيولوجيا العلاجية لا تستهدف مسارات الأيض مثل العقاقير المضادة للفيروسات، ولكن تعمل على تحفيز الخلايا المناعية مثل الخلايا الليمفاوية و
و / أو خلايا مقدمة للمستضد، في محاولة للادفع استالجابة مناعية تجاه خلايا الفيروس. نماذج الإنفلونزا، مثل إنفلونزا الفئران، هي نماذج مريحة لاختبار آثار البيولوجيا الوقائية والعلاجية. على سبيل المثال، اللمفاويات (تي) وهي خلية مناعية تمنع النمو الفيروسي في نموذج الفئران من الإنفلونزا.

## حيوانات
تصيب الإنفلونزا العديد من الأنواع الحيوانية، ويمكن أن يحدث نقل السلالات الفيروسية بين الأنواع. ويعتقد أن الطيور هي الخزانات الحيوانية الرئيسية لڤيروسات الإنفلونزا. وقد تم تحديد ستة عشر شكلاََ من الهيماجلوتينين وتسعة أشكال من النيورامينيداز. جميع الأنواع الفرعية المعروفة (HxNy) موجودة في الطيور، ولكن العديد من الأنواع الفرعية متوطنة في البشر والكلاب والخيول والخنازير. بينما الإبل والقطط والأختام والمنك والحيتان تظهر أيضا أدلة على الإصابة المسبقة أو التعرض للإنفلونزا. وتسمى أحيانا أنواع فيروس الإنفلونزا وفقا للأنواع المتوطنة في السلالة. المتغيرات الرئيسية المسماة باستخدام هذه الاتفاقية هي: إنفلونزا الطيور والإنفلونزا البشرية وإنفلونزا الخنازير وإنفلونزا الحصان وإنفلونزا الكلاب. (إنفلونزا القطط يشار اليها بالتهاب الأنف وفيروسات القطط الفيروسي أو فيروس كاليسيف القطط وليس العدوى من فيروس الإنفلونزا) في الخنازير والخيول والكلاب، أعراض الإنفلونزا تشبه الأعراض لدى البشر، مع السعال والحمى وفقدان الشهية. لم يتم دراسة تواتر الأمراض الحيوانية بشكل جيد كعدوى بشرية، ولكن اندلاع الإنفلونزا في أختام الميناء تسبب في وفاة حوالي 500 ختم من ساحل نيو إنجلاند في 1979-1980. غير أن التفشيات في الخنازير شائعة ولا تسبب وفيات شديدة. كما تم تطوير لقاحات لحماية الدواجن من إنفلونزا الطيور. هذه اللقاحات يمكن أن تكون فعالة ضد سلالات متعددة وتستخدم كجزء من إستراتيجية وقائية.

### إنفلونزا الطيور
أعراض الإنفلونزا في الطيور متغيرة ويمكن أن تكون غير محددة. قد تكون الأعراض التالية للإصابة بالإنفلونزا الطيرية منخفضة الإمراض مثل الريش المتضخم، أو انخفاض طفيف في إنتاج البيض، أو فقدان الوزن جنبا إلى جنب مع أمراض الجهاز التنفسي البسيطة. وبما أن هذه الأعراض الخفيفة يمكن أن تجعل التشخيص الميداني صعبا، فإن تتبع انتشار إنفلونزا الطيور يتطلب إجراء فحوص مخبرية لعينات من الطيور المصابة. بعض السلالات مثل H9N2 الآسيوية هي شديدة الفوعة للدواجن وقد تسبب أعراض أكثر تطرفا ووفيات كبيرة. في شكله الأكثر إمراضا، تتسبب الإنفلونزا في الدجاج والديك الرومي في ظهور مفاجئ لأعراض حادة و 100% تقريبا من الوفيات خلال يومين. كما ينتشر الفيروس بسرعة في الظروف المزدحمة التي ينظر إليها في التربية المكثفة للدجاج والديك الرومي، وهذه الفاشيات يمكن أن تسبب خسائر اقتصادية كبيرة لمربي الدواجن.
إن سلالة فيروس H5N1، التي تتكيف مع الطيور، شديدة الإمراض، وتسمى HPAI H5N1، «فيروس إنفلونزا الطيور شديد العدوى من النوع أ من النوع الفرعي H5N1» المعروف باسم «إنفلونزا الطيور» وهو متوطن في العديد من الطيور، خاصة في جنوب شرق آسيا. سلالة النسب الآسيوية من HPAI H5N1 منتشر على الصعيد العالمي. وهو مرض إبيزوتي (وباء في غير البشر) وبانزوتيك (مرض يؤثر على الحيوانات في العديد من الأنواع، وخاصة على مساحة واسعة)، مما أسفر عن مقتل عشرات الملايين من الطيور وتحفيز إعدام مئات الملايين من الطيور الأخرى في محاولة للسيطرة على انتشاره. معظم الإشارات في وسائل الإعلام إلى «إنفلونزا الطيور» ومعظم الإشارات إلى H5N1 هي حول هذه السلالة المحددة.
وفي الوقت الحاضر، فإن مرض إنفلونزا الطيور H-H1N A5 هو مرض طيور، وليس هناك أي دليل يشير إلى انتقال فيروس HPAI H5N1 الفعال من إنسان إلى إنسان. في جميع الحالات تقريبا، كان المصابون لديهم اتصال جسدي واسع النطاق مع الطيور المصابة. وفي المستقبل، قد يتحول الفيروس H5N1 أو ينتقل إلى سلالة قادرة على نقل الفيروس من إنسان إلى آخر. التغييرات الدقيقة المطلوبة لتحقيق ذلك ليست مفهومة جيدا. ومع ذلك، وبسبب الفتك القوى من H5N1، ووجوده المتوطن، وخزان المضيف البيولوجي الكبير والمتزارع، كان فيروس H5N1 تهديدا عالمياََ للجائحة في موسم الإنفلونزا 2006-2007، ويجري جمع مليارات الدولارات وإنفاقها لإجراء أبحاث عن H5N1 والتحضير لوباء إنفلونزا محتمل.

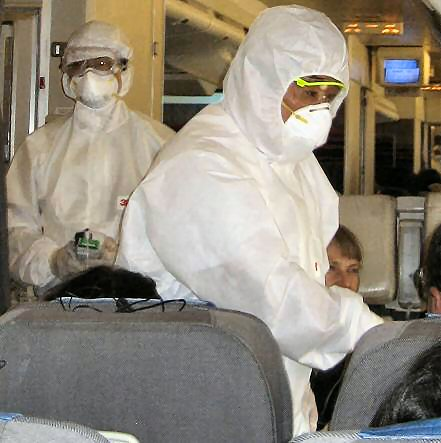
المفتشين الصينيين على متن طائرة، لتحقق من الركاب للحمى، وهو عرض مشترك من إنفلونزا الخنازير

في مارس 2013، أبلغت الحكومة الصينية عن ثلاث حالات من عدوى الإنفلونزا H7N9 في البشر. توفي اثنان منهم وكان الثالث مريضا للغاية. على الرغم من أن سلالة الفيروس لا يعتقد أنها تنتشر بكفاءة بين البشر، بحلول منتصف أبريل، ما لا يقل عن 82 شخصا أصيبوا بالمرض من H7N9، توفي منهم 17. وتشمل هذه الحالات ثلاث مجموعات عائلية صغيرة في شنغهاي، ومجموعة واحدة بين فتاة وصبي مجاور في بيجين، مما يرفع احتمال انتقال الفيروس من إنسان إلى آخر على الأقل. وتشير منظمة الصحة العالمية إلى أن مجموعة واحدة لم يكن لديها اثنان من مختبرات الحالات المؤكدة، وتشير كذلك، كمعلومات أساسية، إلى أن بعض الفيروسات قادرة على إحداث انتقال محدود من إنسان إلى إنسان في ظل ظروف اتصال وثيق ولكنها ليست قابلة للانتقال بما يكفي لتسبب تفشي كبير في المجتمعات.

### إنفلونزا الخنازير
تنتج إنفلونزا الخنازير الحمى والخمول والعطس والسعال وصعوبة في التنفس وانخفاض الشهية. في بعض الحالات يمكن أن تسبب العدوى الإجهاض. وعلى الرغم من أن معدل الوفيات منخفض عادة، إلا أن الفيروس يمكن أن يؤدي إلى فقدان الوزن وضعف النمو، مما يسبب خسارة اقتصادية للمزارعين. الخنازير المصابة يمكن أن تفقد ما يصل إلى 12 رطلا من وزن الجسم على مدى 3-4 أسابيع. من الممكن أحيانا نقل فيروس الإنفلونزا من الخنازير إلى البشر مباشرة (وهذا ما يسمى إنفلونزا الخنازير الحيوانية المنشأ). من المعروف أن 50 حالة إنسانية قد حدثت منذ اكتشاف الفيروس في منتصف القرن العشرين، مما أدى إلى وفاة ستة أشخاص.
في عام 2009، تسببت سلالة فيروس H1N1 من أصل الخنازير التي يشار إليها عادة باسم «إنفلونزا الخنازير» في وباء إنفلونزا 2009، ولكن لا يوجد دليل على أنه متوطن للخنازير أي انتقال الفيروس من الخنازير إلى الناس، بدلا من ذلك قد ينتشر الفيروس من شخص لآخر. هذه السلالة هي إعادة تكوين عدة سلالات من H1N1 التي عادة ما توجد بشكل منفصل، في البشر والطيور والخنازير.

## قراءة معمقة
عام
- Beigel JH؛ Farrar J؛ Han AM؛ وآخرون (سبتمبر 2005). "Avian influenza A (H5N1) infection in humans". N Engl J Med. ج. 353 ع. 13: 1374–85. DOI:10.1056/NEJMra052211. PMID:16192482. {{استشهاد بدورية محكمة}}: الوسيط غير المعروف |name-list-format= تم تجاهله يقترح استخدام |name-list-style= (مساعدة)
- Bernd Sebastian Kamps, Christian Hoffmann and Wolfgang Preiser (Eds.) Influenza Report, 225 pp, PDF, free download. Flying Publisher 2006
- Levine, Arnold J (1992). Viruses. New York: Scientific American Library. ISBN:0-7167-5031-7.
- Baron, Samuel (1996). Medical microbiology (ط. 4th). Galveston, Tex: University of Texas Medical Branch at Galveston. ISBN:0-9631172-1-1. مؤرشف من الأصل في 2009-05-12.
- Cox NJ, Subbarao K؛ Subbarao (أكتوبر 1999). "Influenza". Lancet. ج. 354 ع. 9186: 1277–82. DOI:10.1016/S0140-6736(99)01241-6. PMID:10520648.
- (ردمك 978-3-211-80892-4) The Influenza Viruses Hoyle L 1968 Springer Verlag

التاريخ
- Kilbourne ED؛ Zhang، Yan B؛ Lin، Mei-Chen (يناير 2006). "Influenza pandemics of the 20th century". Emerging Infect Dis. ج. 12 ع. 1: 9–14. DOI:10.3201/eid1201.051254. PMC:3291411. PMID:16494710. مؤرشف من الأصل في 25 سبتمبر 2009.
- Collier, Richard (1974). The plague of the Spanish lady: the influenza pandemic of 1918–1919. Macmillan. ISBN:0-333-13864-3.
- Barry, John M (2004). The great influenza: the epic story of the deadliest plague in history. Viking. ISBN:0-670-89473-7.
- George Dehner (2012). Influenza: A Century of Science and Public Health Response. University of Pittsburgh Press. ISBN:978-0-8229-6189-5. مؤرشف من الأصل في 2020-04-07.

علم الاحياء المجهري
- Webster RG, Bean WJ, Gorman OT, Chambers TM, Kawaoka Y؛ Bean؛ Gorman؛ Chambers؛ Kawaoka (1 مارس 1992). "Evolution and ecology of influenza A viruses". Microbiol Rev. ج. 56 ع. 1: 152–79. PMC:372859. PMID:1579108.{{استشهاد بدورية محكمة}}:  صيانة الاستشهاد: أسماء متعددة: قائمة المؤلفين (link)
- Steinhauer DA, Skehel JJ؛ Skehel (2002). "Genetics of influenza viruses". Annu. Rev. Genet. ج. 36: 305–32. DOI:10.1146/annurev.genet.36.052402.152757. PMID:12429695.

طريقة تطور المرض
- García-Sastre A (يناير 2006). "Antiviral response in pandemic influenza viruses". Emerging Infect. Dis. ج. 12 ع. 1: 44–7. DOI:10.3201/eid1201.051186. PMC:3291409. PMID:16494716. مؤرشف من الأصل في 2011-04-24.
- Zambon MC (2001). "The pathogenesis of influenza in humans". Rev Med Virol. ج. 11 ع. 4: 227–41. DOI:10.1002/rmv.319. PMID:11479929.

علم الأوبئة
- Dowdle WR (يناير 2006). "Influenza pandemic periodicity, virus recycling, and the art of risk assessment". Emerging Infect. Dis. ج. 12 ع. 1: 34–9. DOI:10.3201/eid1201.051013. PMC:3291401. PMID:16494714. مؤرشف من الأصل في 2011-06-05.
- Horimoto T, Kawaoka Y؛ Kawaoka (يناير 2001). "Pandemic threat posed by avian influenza A viruses". Clin Microbiol Rev. ج. 14 ع. 1: 129–49. DOI:10.1128/CMR.14.1.129-149.2001. PMC:88966. PMID:11148006.
- Epidemiology of WHO-confirmed human cases of avian influenza A(H5N1) infection

العلاج والوقاية
- Harper SA, Fukuda K, Uyeki TM, Cox NJ, Bridges CB؛ Fukuda؛ Uyeki؛ Cox؛ Bridges؛ Advisory Committee On Immunization Practices (Acip) (يوليو 2005). "Prevention and control of influenza. Recommendations of the Advisory Committee on Immunization Practices (ACIP)". MMWR Recomm Rep. ج. 54 ع. RR–8: 1–40. PMID:16086456.{{استشهاد بدورية محكمة}}:  صيانة الاستشهاد: أسماء متعددة: قائمة المؤلفين (link)
- Monto AS (يناير 2006). "Vaccines and antiviral drugs in pandemic preparedness". Emerging Infect. Dis. ج. 12 ع. 1: 55–60. DOI:10.3201/eid1201.051068. PMC:3291404. PMID:16494718. مؤرشف من الأصل في 2011-04-25.

ابحاث
- Palese P (يناير 2006). "Making better influenza virus vaccines?". Emerging Infect. Dis. ج. 12 ع. 1: 61–5. DOI:10.3201/eid1201.051043. PMC:3291403. PMID:16494719. مؤرشف من الأصل في 2011-04-25.
- WHO (PDF) contains latest Evolutionary "Tree of Life" for H5N1 article Antigenic and genetic characteristics of H5N1 viruses and candidate H5N1 vaccine viruses developed for potential use as pre-pandemic vaccines published 18 August 2006
- WHO's assessment of Flu Research as of November 2006.

## وصلات خارجية
- إنفلونزا على مشروع الدليل المفتوح
- مراكز مكافحة الأمراض واتقائها
- إنفلونزا الطيور (طاعون الطيور)